# Clément-De Dion

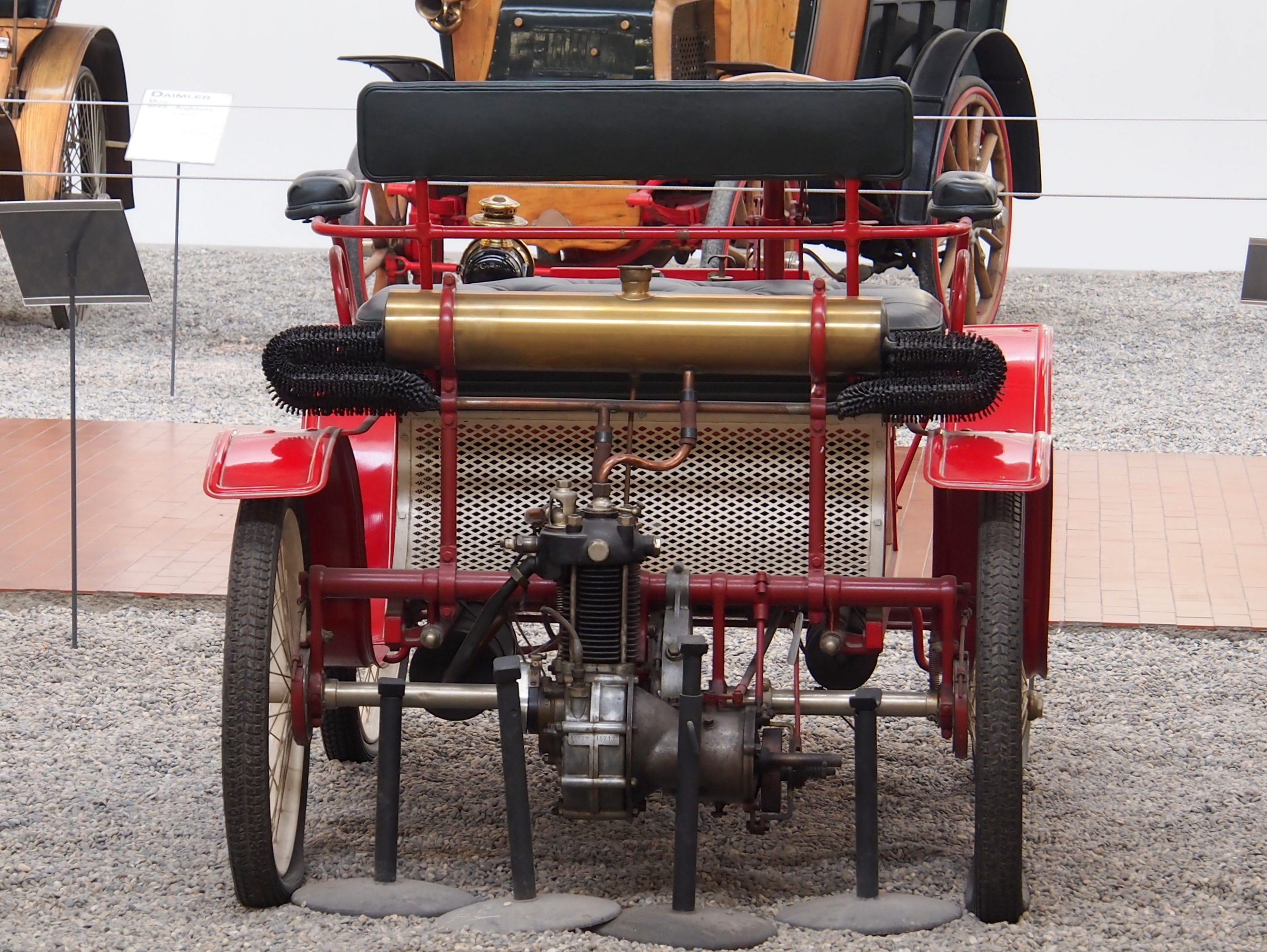
Heckansicht mit Motor

Der Clément-De Dion ist ein Pkw-Modell des französischen Herstellers Clément & Cie.

## Beschreibung
Das Modell wurde je nach Quelle 1898, von 1898 bis 1900, von 1898 bis mindestens 1900 oder von 1900 bis etwa 1901 produziert. Ein erhaltenes Fahrzeug ist davon abweichend auf 1903 datiert.
Es ist ein Kleinstwagen, im französischen Sprachgebrauch eine Voiturette.
Clément verwendete einen De-Dion-Bouton-Einzylindermotor. Er leistet 2,25 PS aus 269 cm³ Hubraum. Der Zylinder hat 70 mm Bohrung und 70 mm Hub. De Dion-Bouton nutzte Motoren dieser Größe erst ab Juni 1899 für eigene Fahrzeuge, wobei unklar bleibt, ob bereits 1898 Motoren an Clément geliefert wurden.
Der Einzylinder-Viertaktmotor hat eine frühe Form der IOE- oder Inlet-over-Exhaust-Ventilsteuerung, bei der das Auslassventil von einer Nockenwelle gesteuert wird. Das darüber angebrachte Einlassventil ist „automatisch“, das heißt, es arbeitet (atmosphärisch) als sogenanntes „Schnüffelventil“. Das typische Arbeitsgeräusch solcher Motoren führte wahrscheinlich zur Bezeichnung „Schnauferl“ (in Frankreich: teuf-teuf) für diese Fahrzeuge.
Es gibt zwei Schwungradscheiben mit dazwischen liegendem Kurbelzapfen; das Gehäuse aus Aluminium war gleichzeitig Ölwanne. Mit 1500 Umdrehungen in der Minute galt der Motor damals als „schnell laufend“ und gehört damit zu einer Konstruktionsweise, die zu ihrer Zeit umstritten war.
Die De-Dion-Bouton-Zündanlage galt als fortschrittlich. Sie besteht aus einer Hochspannungs-Trockenbatterie, einer von De Dion-Bouton patentierten Zündspule und Unterbrecher. Die Zündung ist verstellbar.
Der abnehmbare Zylinderkopf ist wassergekühlt, der Motorblock luftgekühlt.
Der Motor ist im Heck eingebaut und treibt die Hinterachse an.
Phaëtonnet ist die Verkleinerungsform von Phaëton, die sich hier offensichtlich auf den Aufbau als zweisitzigen Phaeton bezieht. Der leichte und minimalistische Aufbau besteht aus Holz. Der Unterbau der Fahrersitzbank ist auch Motorraum; zugänglich wird er durch Vorklappen des Polsters.
Das Fahrzeug hat vorn Öllampen und als Rücklicht eine Karbidleuchte.
Das Fahrgestell hat 137 cm Radstand und 110 cm Spurweite.
Der Wagen kann 25 km/h bis 35 km/h Höchstgeschwindigkeit erreichen.

## Erhaltene Fahrzeuge
| angegebenes Baujahr | Ausstellungsort                                        | Text                                      | Bild |
| ------------------- | ------------------------------------------------------ | ----------------------------------------- | ---- |
| 1898                | Cité de l’Automobile Mülhausen, Frankreich             |                                           |      |
| 1898                | Fondation Gianadda Martigny, Schweiz                   | Fahrzeug mit der Fahrgestellnummer 15.102 |      |
| 1898                | vorübergehende Ausstellung 2014 in Manchester, England | britisches Kennzeichen DS 6713            |      |
| 1899                | Auktion 2004                                           | Fahrzeug mit der Fahrgestellnummer 56     |      |
| 1899                | Pantheon Basel Muttenz, Schweiz                        | Fahrzeug mit der Fahrgestellnummer 536    |      |
| 1900                | Haynes International Motor Museum Sparkford, England   | britisches Kennzeichen BS 8054            |      |
| 1903                | Tehniški Muzej Slovenije Borovnica, Slowenien          |                                           |      |